# Liste von Angehörigen der Legio V Macedonica
Die Liste von Angehörigen der Legio V Macedonica enthält die bekannten Angehörigen der Legio V Macedonica. Die Liste ist nicht vollständig.

## Erläuterungen
1) Die röm. Vornamen (Praenomen) werden i. d. R. abgekürzt angegeben, dies betrifft die folgenden Praenomen:
| - A. = Aulus - Ap. = Appius | - C. = Gaius - Cn. = Gnaeus | - D. = Decimus - K. = Kaeso | - L. = Lucius - M. = Marcus | - M’. = Manius - Mam. = Mamercus | - N. = Numerius - P. = Publius | - Q. = Quintus - Ser. = Servius | - Sex. = Sextus - Sp. = Spurius | - T. = Titus - Ti. = Tiberius |

2) Die Tabellen sind grundsätzlich nach dem Familiennamen (Gentilname) der Personen (i. d. R. der zweite Name) sortiert. Falls eine Person kein Praenomen hat, ist gewöhnlich der Gentilname der erste Name. Ist bei einer Person weder Praenomen noch Gentilname bekannt, dann ist der Beiname (Cognomen) der relevante Name für die Sortierung. Personen, deren Name gänzlich unbekannt ist, werden in den Tabellen als Ignotus bezeichnet.
3) Ergänzungen bei den Namen sind durch () und [] gekennzeichnet, siehe Leidener Klammersystem.

## Kommandeure
Der Legatus legionis war der Kommandeur einer Legion. Folgende Legati sind bekannt:
| Name                               | Datierung            | Anmerkung                                                                                            |
| ---------------------------------- | -------------------- | --- |
| Aelius Optatus                     | 158/159 bis 160      | |
| Annius Vinicianus                  | 63 bis 65            | |
| Q. Caecilius Redditus              | zwischen 151 und 154 | |
| T. Calestrius Tiro Orbius Speratus | zwischen 105 und 110 | |
| Calpurnius Iulianus                | 171/230              | |
| Ti. Claudius Claudianus            | 195                  | |
| M. Cominius Secundus               | zwischen 142 und 144 | |
| Domitius Antigonu[s]               | 220                  | (AE 1965, 242) PIR (2. Aufl.) A 736 RE:Domitius 31a                                                  |
| M. Opsius Navius Fannianus         | 1. Jhd.              | |
| P. Martius Verus                   | 162                  | |
| Plotius Iulianus                   | 134                  | |
| Q. Pompeius Falco                  | um 101/102           | = Q. Roscius Coelius Murena Silius Decianus Vibullius Pius Iulius Eurycles Herculanus Pompeius Falco |
| Q. Pomponius Rufus                 | vor 95               | unsicher                                                                                             |
| C. Salvius Liberalis Nonius Bassus | vor 83               | |
| M. Sedatius Severianus             | zwischen 144 und 150 | = M. Sedatius Severianus Iulius Acer Metilius Nepos Rufinus Ti. Rutilianus Censor                    |
| M. Valerius Maximianus             | zwischen 180 und 183 | |
| Sex. Vettulenus Cerialis           | 67 bis 70            | |
| P. Vigellius Saturninus            | 159 bis 162          | = P. Vigellius Raius Plarius Saturninus Atilius Braduanus Caucidius Tertullus                        |
| [] Volcasius                       | Traian/Hadrian       | (CIL 11, 4647) Matei-Popescu S. 55, 291                                                              |

## Offiziere

### Tribuni
Es gab in einer Legion sechs Tribunen, einen Tribunus laticlavius sowie fünf Tribuni angusticlavii. Folgende Tribuni sind bekannt:
| Name                                                                                   | A / L | Datierung      | Anmerkung                                                                                                |
| -------------------------------------------------------------------------------------- | ----- | -------------- | --- |
| M. Acilius Priscus Egrilius Plarianus                                                  | L     | nach 105/106   | |
| P. Aelius Hadrianus (Hadrian)                                                          | L     | um 97          | |
| [A]sprenas Clemens                                                                     | A     | 1/68           | (CIL 11, 4119) Matei-Popescu S. 43                                                                       |
| [] Celer [M]aximus Cornelius [Ce]lsinus                                                | L     | 71/210         | (CIL 6, 41153) Matei-Popescu S. 57–58, 294: Dat. 1. oder 2. Jhd.                                         |
| L. Clodius Ingenuus                                                                    | A     | 1. Jhd.        | |
| P. Cluvius Maximus Paullinus                                                           | L     | Traian/Hadrian | |
| C. Corne[lius] Rufus                                                                   | A     | Anfang 2. Jhd. | unsicher; (CIL 5, 3364) Matei-Popescu S. 56, 294                                                         |
| L. Fadius Cornutus Titius Messianus                                                    | A     | 2. Jhd.        | |
| T. Flavius Claudianus                                                                  | A     | 2. Jhd.        | (CIL 10, 6302) Matei-Popescu S. 56, 294                                                                  |
| T. Fl(avius) Victorinus Philippianus                                                   | L     |                | (CIL 12, 3167)                                                                                           |
| C. Iavolenus Calvinus                                                                  | L     | um 117 bis 120 | = C. Iavolenus Calvinus Geminius Kapito Cornelius Pollio Squilla Q. Vulkacius Scuppidius Verus           |
| T. Iulius Maximus                                                                      | L     | um 81/96       | = T. Iulius Maximus Manlianus Brocchus Servilianus A. Quadronius Verus L. Servilius Vatia Cassius Camars |
| C. Iulius Montanus                                                                     | A     | vor 56         | (CIL 11, 3884) Matei-Popescu S. 38, 43                                                                   |
| C. Iulius Septimius Castinus                                                           | L     | vor 208/211    | |
| T. Iunius Montanus                                                                     | L     | vor 81         | |
| C. Lu[cilius] Proc[ulus]                                                               |       | 1/200          | (ElogiaTarq 00010) EDCS: [trib(uno?) mil(itum)] leg(ionis) V M[aced(onicae)]; Matei-Popescu S. 57, 294   |
| P. Mummius Sisenna Rutilianus                                                          | L     | Hadrian        | |
| C. Nonius Flaccus                                                                      | A     | Nero           | |
| T. Nummius Augustalis                                                                  | A     | Traian         | |
| Q. Papirius Maximus                                                                    | A     | 101/125        | |
| Ti. Pompeius Priscus                                                                   | A     | 2. Jhd. ?      | |
| Salvius Nenolaus Campanianus Cn. Plotius Maximinus T. Hoenius Severus Serveienus Ursus | L     | 2. Jhd.        | (CIL 3, 6755) Matei-Popescu S. 57, 294                                                                   |
| T. Rutilius Varus                                                                      | A     | 81/100         | |
| C. Settidius Firmus                                                                    | A     | 1. Jhd.        | |
| Terentius Iunior                                                                       |       |                | (Mihailescu-Birliba-2015, p 109)                                                                         |
| [] Travius []                                                                          |       | 1/200          | (CIL 11, 4374) Matei-Popescu S. 58                                                                       |
| M. Valerius Propinquus Grattius Cerealis                                               | A     | 1. Jhd.        | |
| C. Viato[rius] []                                                                      | L     | 131/200        | (CIL 3, 4859)                                                                                            |
| L. Volcacius Primus                                                                    | A     | 1. Jhd.        | |
| Q. Volteius Dexter                                                                     | A     | 2. Jhd. ?      | |
| []cus Po[]                                                                             | A     | 1. bis 3. Jhd. | (AE 1950, 170) Matei-Popescu S. 57, 294                                                                  |
| Ignotus                                                                                | A     | 2. Jhd. ?      | (CIL 3, 4859) Matei-Popescu S. 58, 295                                                                   |
| Ignotus                                                                                | L     | 101/150        | (AE 1997, 279) Matei-Popescu S. 58, 295: Dat. 110/150                                                    |
| Ignotus                                                                                | A     | 31/70          | (AE 1983, 626) Matei-Popescu S. 58 2. Jhd.; EDCS: IIII Macedonica                                        |
| Ignotus                                                                                | A     |                | (AE 2009, 1588) EDCS: [trib(uno)] mil(itum) leg(ionis) V [Mac(edonicae?)]                                |
| Ignotus                                                                                | A     | 1. Jhd.        | Matei-Popescu S. 58 Anm. 357                                                                             |
| Ignotus                                                                                |       | 2. Jhd.        | (CIL 8, 26585) Matei-Popescu S. 58                                                                       |
| Ignotus                                                                                |       |                | (CIL 6, 31816)                                                                                           |
| Ignotus                                                                                | L     | 191/204        | (CIL 6, 41133)                                                                                           |
| Ignotus                                                                                | L     | 180/192        | (CIL 6, 41200)                                                                                           |
| Ignotus                                                                                | L     | 196/210        | (CIL 9, 1592)                                                                                            |
| Ignotus                                                                                | A     | 1/70           | (CIL 10, 6442) Matei-Popescu S. 43                                                                       |
| Ignotus                                                                                | A     | 54/79          | (CIL 11, 4789) Matei-Popescu S. 43                                                                       |
| Ignotus                                                                                | A     |                | (IK-67, 00162)                                                                                           |
| Ignotus                                                                                | A     | 51/250         | (LIA 00258) LIA 258: unsicher, ob er Tribunus war                                                        |

### Praefecti castrorum
Der Praefectus castrorum war der dritthöchste Offizier in einer Legion. Ein Praefectus ist bekannt:
| Name                           | Datierung | Anmerkung                           |
| ------------------------------ | --------- | ----------------------------------- |
| L. Praecilius Clemens Iulianus | 41        |                                     |
| Tib. Veturius Mauretanus       | 107/167   | (CIL 3, 776) Matei-Popescu S. 58–59 |

### Praefecti legionis
| Name                      | Datierung | Anmerkung |
| ------------------------- | --------- | --- |
| M. Clodius Ma[]           |           | (CIL 5, 4326, InscrIt-10-05, 00737) ein praef(ectus) vex[ill(ationis)]; Matei-Popescu S. 38, 43: Dat. vor 56/57 |
| [Q. Cor]nelius Valerianus | 41/68     | (CIL 2, 3272) ein praef(ectus) vexillariorum; Matei-Popescu S. 43                                               |
| [] Donatus                | 256/258   | (CIL 3, 875) Matei-Popescu S. 75                                                                                |
| Iul(ius) Eu[]             | 171/250   | (CIL 3, 7883)                                                                                                   |
| [] Optatus                | 170/250   | (CIL 3, 892) Matei-Popescu S. 75                                                                                |
| Ignotus                   | 101/200   | (CIL 10, 3898)                                                                                                  |

### Centuriones
Ein Centurio befehligte in einer Legion eine Centuria. In einer Legion gab es unter den Centuriones eine festgelegte Rangfolge; der ranghöchste Centurio war der Primus Pilus. Folgende Centuriones sind bekannt:
| Name                                    | [ Ce 1 ] | Datierung            | Anmerkung                                                                                   |
| --------------------------------------- | -------- | -------------------- | ------------------------------------------------------------------------------------------- |
| L. Aconius Statura                      |          | Domitian/Trajan      |                                                                                             |
| P. Aelius Firmus                        |          | 101/200              | (AE 1991, 1475) Matei-Popescu S. 59, 302: Dat. 162/167                                      |
| P. Aelius Quintianus                    |          | 162                  | (CIL 3, 6169) Matei-Popescu S. 59, 302                                                      |
| P. Aelius S[]anus                       |          | 110/155              | (CIL 13, 6504) Matei-Popescu S. 59, 302                                                     |
| Amblasius Secundus                      |          | 120/220              | (CIL 11, 710) Summerly S. 106                                                               |
| Annaeus Pulcher                         |          | 151/200              | (AE 1980, 828) ein centurio fr(umentarius); Matei-Popescu S. 60, 302: Dat. 107/162          |
| L. Artorius Castus                      | PP       | zwischen 150 und 162 |                                                                                             |
| Atilius Verus                           |          | 40/62                | (AE 1912, 188) Matei-Popescu S. 43: Dat. vor 62; Summerly S. 106                            |
| Aur[e]lius Cl[]iunus                    |          | 171/270              | (CIL 3, 1603) EDCS: centurio?                                                               |
| [Au]rel(ius) Licini[a]nus               |          | 212/300              | (AE 2014, 521)                                                                              |
| Aur(elius) Vitalis                      |          | 151/300              | (CIL 3, 2046)                                                                               |
| C. Baebius Atticus                      | PP       | 1. Jhd.              |                                                                                             |
| L. Blattius Vetus                       |          |                      | (AE 1893, 119)                                                                              |
| Marcus Blossius Pudens                  |          | 66/79                | (CIL 6, 3580) Matei-Popescu S. 40, 43: Dat. 67 bis 70; Summerly S. 106                      |
| M. Caesius Verus                        |          | zwischen 107 und 166 |                                                                                             |
| M. Calventius Viator                    |          | Traian/Hadrian       |                                                                                             |
| Q. Cassius Saturninus                   |          | zwischen 107 und 162 | Matei-Popescu S. 61                                                                         |
| Cassius Severinus                       |          | 171/270              | (AE 1971, 366) Summerly S. 106                                                              |
| C. Cassius Vitalis                      |          | 161/170              | (AE 1972, 454) Summerly S. 106: Dat. 185/250                                                |
| Ti. Claudius Ambrelianus                |          | 198/202              | (CIL 6, 1408) Summerly S. 106                                                               |
| Ti. Claudius Celsus                     | PP       | zwischen 138 und 161 |                                                                                             |
| Cla(udius) Claudianus                   |          | 198/199              | (CIL 3, 7741) Summerly S. 106                                                               |
| Ti. Claudius Ulpianus                   |          | zwischen 107 und 162 |                                                                                             |
| Ti. Claudius Vitalis                    |          | um 100               |                                                                                             |
| Q. Cornelius Silvanus                   |          | 181/300              | (CIL 3, 7764) Summerly S. 106: Dat. 185/250                                                 |
| [] Decimus                              |          | 101/162              | (CIL 3, 6187) Matei-Popescu S. 61, 302: Dat. Traian/Hadrian                                 |
| M. Ennius Illadianus                    |          | 115/117              | (AE 1990, 868, AE 1990, 869) Matei-Popescu S. 51, 61, 302                                   |
| Eptidius Modestus                       |          | 170                  | (CIL 3, 14433) Matei-Popescu S. 53, 62, 302: Dat. um 170                                    |
| [] Ferox                                |          | Traian               | (CIL 3, 8048) Matei-Popescu S. 63                                                           |
| Fl(avius) Euforbius                     | PP       | 309                  | (AE 1957, 287)                                                                              |
| Fl(avius) Moderatus                     |          | 132/135              | (AE 1927, 146) Matei-Popescu S. 52; Summerly S. 106                                         |
| T. Fl(avius) Saturn[inus]               |          | 215/217              | (AE 1980, 755) Summerly S. 106                                                              |
| Fl(avius) Tatianus                      | PP       | 309                  | (AE 1957, 288)                                                                              |
| C. Iul(ius) Antigonus                   |          | 180/270              | (CIL 3, 881) Summerly S. 106: Dat. 185/250                                                  |
| M. Iulius Avitus                        |          | 80/100               |                                                                                             |
| [I]ulius Candidus                       |          | zwischen 110 und 117 | (AE 1998, 1435) Matei-Popescu S. 62, 302                                                    |
| Iul(ius) Ingenu(u)s                     |          | 132/135              | (AE 1927, 146) Matei-Popescu S. 52; Summerly S. 106                                         |
| Iul(ius) Maximianus                     |          | 169/250              | (CIL 3, 7672) Summerly S. 106                                                               |
| Iulius Proculus                         |          | um 160               | (CIL 8, 2627) Matei-Popescu S. 62, 302                                                      |
| Cn. Iulius Rufus                        |          | zwischen 110 und 117 |                                                                                             |
| Iulius Severus                          |          | zwischen 107 und 162 | (CIL 3, 222) Matei-Popescu S. 62, 302                                                       |
| Iul(ius) Tacitus                        |          | 198/199              | (CIL 3, 7741) Summerly S. 107                                                               |
| C. Iulius Valens                        |          | 101/200              | (CIL 3, 14214,10) Matei-Popescu S. 62, 302: Dat. um 150                                     |
| Laberius Camerinus (Λαβέριος Καμερῖνος) |          | 115/118              | (CIL 3, 12117) Matei-Popescu S. 62; Summerly S. 107                                         |
| L. Lepidius Proculus                    |          | Nero/Vespasian       |                                                                                             |
| [M]aecius Do[m]itius                    |          | 101/130              | (AE 1980, 774) Summerly S. 107                                                              |
| [] [M]aximus                            |          | 86/300               | (CIL 6, 31736) Matei-Popescu S. 63, 303: Dat. 107/162                                       |
| Mussidiu[s] Proculu[s]                  |          |                      | (AE 1895, 100) Matei-Popescu S. 62, 303: Dat. 107/162                                       |
| Pollio                                  |          | 66/73 oder 132/135   | (CIL 3, 14155,12) Matei-Popescu S. 43: Dat. 66/71; Summerly S. 108                          |
| M. Pollius Hispanus                     |          | 171/200              | (ILD-01, 00464)                                                                             |
| T. Pontinius []                         | PP       | 1/50                 | (CIL 11, 4368) Brian Dobson Vol. 2, Nr. 367, S. 256                                         |
| L. Pontiu[s] Seneca                     | PP       | 51/200               | (AE 1981, 786)                                                                              |
| L. Praecilius Clemens Iulianus          | PP       | vor 41               | Clemens wurde zum Praefectus castrorum in der V Macedonica befördert                        |
| T. Rasius Crispus                       |          | 185/250              | (AE 1950, 15) Summerly S. 107; EDCS Trosius Crispus                                         |
| Resius Albanus                          |          | 1/30                 | (AE 1927, 51) Matei-Popescu S. 43; Summerly S. 107                                          |
| C. Sentius Iustinus                     |          |                      | (AE 2015, 1186)                                                                             |
| T. Seranius Primianus                   |          | 101/200              | (CIL 6, 3631) Matei-Popescu S. 62, 303: Dat. 107/162                                        |
| Serenn(ius) Mart[i]n[i]a[nus]           |          | 169/250              | (CIL 3, 7692) Summerly S. 107                                                               |
| L. Solicius Aurelianus                  |          | Anfang 2. Jhd.       |                                                                                             |
| Stiminius                               |          | 68/70                | (CIL 3, 14155,11) Matei-Popescu S. 43: Dat. 66/71; Summerly S. 107: Dat. 66/73 oder 132/135 |
| Q. Trebellius Maximus                   |          | 101/200              | (CIL 3, 7534) Matei-Popescu S. 50, 63, 303: Dat. 107/162                                    |
| T. Trebius Fronto                       |          |                      | (INBS-01, 00042) Matei-Popescu S. 51, 63                                                    |
| Trosius Crispus                         |          | 201/275              | (ILD-01, 00486)                                                                             |
| M. Ulpius Magnus                        |          | 132/135              | (AE 1927, 146) Matei-Popescu S. 52, 63, 303                                                 |
| Ulp(ius) Max[i]minus                    |          | 238/244              | (IDR-03-03, 00237)                                                                          |
| M. Ulpius Titus                         |          | 140/250              |                                                                                             |
| Valerius Crispus                        |          | 71/107               | (AE 2006, 1207) Matei-Popescu S. 43                                                         |
| L. Valerius Fuscus                      |          | 151/200              | (AE 1929, 52) Matei-Popescu S. 63, 303: Dat. 107/162                                        |
| C. Valerius Paternus                    |          |                      | (AE 1946, 51) Matei-Popescu S. 63, 303: Dat. 107/162                                        |
| L. Valerius Proclus                     |          | Trajan               |                                                                                             |
| [Vale]rius Pu[dens]                     |          | 101/162              | (CIL 3, 6187) Matei-Popescu S. 63, 302: Dat. Traian/Hadrian                                 |
| M. Verius Superstes                     |          | 177/179              |                                                                                             |
| Ignotus                                 |          | 151/200              | (CIL 3, 6192) Matei-Popescu S. 64, 303: 107/162                                             |
| Ignotus                                 |          | 145/155              | (CIL 8, 9632) Summerly S. 108                                                               |
| Ignotus                                 |          | 91/150               | (RIB-01, 00509) Summerly S. 108: Dat. 54/120                                                |
| Ignotus                                 |          | 138                  | (AE 2012, 1280) EDCS: centurio leg(ionis) [V Mac(edonicae?)]                                |
| Ignotus                                 |          | 201/300              | (CIL 11, 388) ein centurio ord(inarius)                                                     |

1. ↑  PP: Primus Pilus.

## Principales
Rangniedere Offiziere und Unteroffiziere werden als Principales bezeichnet.
| Name                | [ Pr 1 ] | Datierung  | Anmerkung |
| ------------------- | -------- | ---------- | --- |
| Iul(ius) Val()      | SI       |            | (INBS-01, 00042) Matei-Popescu S. 51,67                                                                           |
| Aur(elius) C[]to    | TE       | 171/275    | (CIL 3, 935) |
| Maximius Iulianus   | OP       | 168/275    | (CIL 3, 1094) ein optio praet(orii)                                                                               |
| P. Oppiu[s] []      | OP       | 68/70      | (Atiqot-1976-89) Eck S. 261                                                                                       |
| Q. Philippicus      | SI       | 41/60      | (CIL 3, 14492) Matei-Popescu S. 37, 44                                                                            |
| L. Valerius Proclus | OP       | vor Trajan | ein opt(io) ad spe(m) ordin(is); Proclus wurde in der Legio V Macedonica mehrmals befördert, zuletzt zum Centurio |
| Val(erius) Sabinus  | OP       | 209/211    | (CIL 3, 12645, ILFPotaissa 00049, ILFPotaissa 00050, ILFPotaissa 00051)                                           |
| Ignotus             | AQ       | um 70      | Matei-Popescu S. 40                                                                                               |

1. ↑  AQ: Aquilifer, OP: Optio, SI: Signifer, TE: Tesserarius.

## Soldaten
| Name                                  | [ So 1 ] | Datierung  | Anmerkung |
| ------------------------------------- | -------- | ---------- | --- |
| P. Ae(lius) Marcellinus               | BE       | 243        | (ILD-01, 00765) ein b(ene)f(iciarius) co(n)s(ularis)                                                             |
| P. Aelius Proculinus                  | BE       | 243        | (AE 2019, 1252) ein b(ene)f(iciarius) co(n)s(ularis)                                                             |
| P. Aelius Sextilianus                 | BE       | 151/270    | (ILD-01, 00780) ein b(ene)f(iciarius) co(n)s(ularis)                                                             |
| [A]el(ius) Valerius                   |          | 198/199    | (CIL 3, 7741) ein corn(icularius)                                                                                |
| [] Aemilius                           |          | 151/200    | (CIL 3, 7544) ein libr(arius)                                                                                    |
| [An]t(onius?) Va[]                    |          | 198/199    | (CIL 3, 7741) ein corn(icularius)                                                                                |
| C. Atili[us] Sabinus                  |          | 68/70      | (CIL 3, 14155,11) Matei-Popescu S. 44; Eck S. 262                                                                |
| C. Auf(idius) Sen[eca(?)]             |          | 131/170    | (IScM-02, 00458) Matei-Popescu S. 74                                                                             |
| Aur(elius) (A)elia[n]us               |          | 167/270    | (ILD-01, 00468)                                                                                                  |
| Aurel(ius) Castor                     |          | 167/275    | (ILD-01, 00474) ein mensor                                                                                       |
| Aur(elius) Maximus                    |          | 238/244    | (ILD-01, 00488)                                                                                                  |
| M(arcus) Aurel(ius) Moenenus          | BE       | 171/270    | (CIL 3, 822) ein b(ene)f(iciarius) co(n)s(ularis)                                                                |
| Aur(elius) Montanus                   |          | 238/244    | (CIL 3, 879) |
| Aur(elius) Pat[]                      |          | 167/275    | (CIL 3, 904) |
| T. Aure[li]us Pot[ens(?)]             | BE       | 151/300    | (ILJug-03, 02807)                                                                                                |
| Aur(elius) Quintianus                 |          | 251/300    | (CIL 5, 7368) ein [m]e(n)sor                                                                                     |
| Aurelius Victor                       |          | 171/270    | (CIL 3, 909, ILD-01, 00494) ein librarius                                                                        |
| A. Baebius []                         |          | 71/150     | (CIL 10, 3883)                                                                                                   |
| M. Caius                              |          |            | (Philippi 00692) Matei-Popescu S. 38, 44                                                                         |
| Sex. Catonius Termi[nalis]            |          | 101/200    | (AE 1988, 1008) Matei-Popescu S. 74                                                                              |
| Ti. Claudius Crescens                 | BE       | Nero       | (AE 1991, 1473) ein beneficiarius consularis; Matei-Popescu S. 40                                                |
| [Cla]u(dius?) Hiero                   |          | 211/222    | (CIL 3, 913) ein librarius                                                                                       |
| Cornelius Vitalis                     |          | 116/117    | (AE 1990, 869) ein actuar(ius); Matei-Popescu S. 51, 67                                                          |
| Q. Ennius Ianuar(ius)                 | BE       | 167/275    | (CIL 3, 878) ein b(eneficiarius) co(n)s(ularis)                                                                  |
| M. Flavi(us) Caecilius Telesphorianus | FR       | 101/200    | (CIL 8, 2867) Matei-Popescu S. 66                                                                                |
| T. Fl(avius) Valerianus               | FR       | 101/200    | (CIL 6, 3342) Matei-Popescu S. 66–67                                                                             |
| Iul(ius) Iamblic(hus)                 |          | 116/117    | (AE 1990, 869) ein eq(ues); Matei-Popescu S. 51, 68                                                              |
| Iul(ius) Longin(us)                   | BE       | 101/270    | (AE 1910, 214) ein b(ene)f(iciarius) co(n)s(ularis); Matei-Popescu S. 66                                         |
| [Iul(ius)] Lon[ginus]                 | BE       |            | (AE 2018, 1262) ein b(ene)f(iciarius) co(n)s(ularis)                                                             |
| C. Iul(ius) Maxim[us]                 | BE       | 107/275    | (CIL 3, 826) ein b(ene)f(iciarius) co(n)s(ularis)                                                                |
| C. Iul(ius) Neo                       |          | 151/200    | (AE 2018, 1738)                                                                                                  |
| Iul(ius) Ponticus                     |          | 131/170    | (CIL 3, 7502) Matei-Popescu S. 68                                                                                |
| L. Lepidius Proculus                  |          | Nero       | Proculus wurde zum Centurio in der V Macedonica befördert                                                        |
| Ocl[atius] Flor[enti]nus              | BE       | 230        | (ILD-01, 00775) ein b(ene)[f(iciarius) co(n)]s(ularis)                                                           |
| L. Petronius Herculanus               |          | 101/200    | (AE 1991, 1474) ein strator leg(ati) leg(ionis); Matei-Popescu S. 67                                             |
| Ti. Plautius Longinus                 |          | 71/100     | (AE 1976, 614) Matei-Popescu S. 41, 44: vermutlich ein Soldat in der V Macedonica                                |
| C. Pu[bli]cius Niger                  |          | 107/167    | (CIL 3, 7503) Matei-Popescu S. 68                                                                                |
| P. Recius Primus                      | BE       | 166/250    | (ILD-01, 00463) ein benef(iciarius) leg(ati)                                                                     |
| P. Sabinius Marrus                    |          | 71/107     | (AE 2006, 1207) Matei-Popescu S. 44                                                                              |
| Scantius Lucius                       | BE       | 224        | (ILD-01, 00772) ein b(ene)f(iciarius) co(n)s(ularis)                                                             |
| Scribonius Celer                      |          | 131/150    | (Conrad 00436) Matei-Popescu S. 46, 68                                                                           |
| Sentius Ponticus                      |          | 131/170    | (CIL 3, 7502) Matei-Popescu S. 68                                                                                |
| L. Septimius                          |          | 31/50      | (ILBulg 00048) Matei-Popescu S. 37, 44                                                                           |
| M. Sufena Titianus                    | BE       | 107/150    | (AE 1957, 191) ein b(ene)f(iciarius) co(n)s(ularis); Matei-Popescu S. 50, 66                                     |
| C. Tironius Al[exand]er               |          | 271/330    | (AE 1957, 301) Matei-Popescu S. 58: ein tribunus militum                                                         |
| Ulpius Valerius                       |          | 211/222    | (CIL 3, 902) |
| []tius Valens                         |          |            | (IOSPE-01-04, 00121) Matei-Popescu S. 51, 69                                                                     |
| P. Valerius Pacatus                   | BE       | 101/170    | (CIL 3, 7550) ein b(eneficiarius) co(n)s(ularis) und Duplicarius; Matei-Popescu S. 50, 66                        |
| L. Valerius Proclus                   | BE       | vor Trajan | ein b(ene)f(iciarius) lega(ti); Proclus wurde in der Legio V Macedonica mehrmals befördert, zuletzt zum Centurio |
| C. Valerius Pudens                    |          | 31/70      | (AE 1912, 188) Matei-Popescu S. 44                                                                               |
| C. Valerius Secundus                  | BE       | 101/200    | (AE 1992, 1670) ein b(ene)f(iciarius) co(n)s(ularis); Matei-Popescu S. 66                                        |
| L. Valerius Vale(n)s                  |          | 101/150    | (Conrad 00307) Matei-Popescu S. 69                                                                               |
| M. Valer(ius) Val[]                   |          | 116/117    | (AE 1990, 869) Matei-Popescu S. 51, 68: ein valetudinarius                                                       |
| Val(erius) Val(ens)                   |          | 162/166    | (CIL 3, 6189) Matei-Popescu S. 52, 69                                                                            |
| C. Veturius Verus                     |          | 101/150    | (AE 1977, 748) Matei-Popescu S. 49, 69                                                                           |
| P. Vibius                             |          | 71/107     | (AE 2006, 1207)                                                                                                  |
| C. Vibius Firmus                      | BE       | 71/130     | (CIL 3, 14155,12) ein beneficiarius; Matei-Popescu S. 44; Eck S. 261                                             |
| C. Vibius Quartus                     |          | vor 54/100 | |
| [] Vitalis                            |          | 131/200    | (AE 1982, 846)                                                                                                   |
| Ignotus                               |          | 68/70      | (CIL 3, 6647) Eck S. 261                                                                                         |
| Ignotus                               | BE       | 171/300    | (ILJug-01, 00081) ein b(ene)f(iciarius) co(n)s(ularis); Matei-Popescu S. 66                                      |
| Ignotus                               | BE       |            | (AE 2010, 1395) ein b(ene)f(iciarius) co(n)s(ularis)                                                             |
| Ignotus                               |          | 151/300    | (AE 1982, 847) ein eques                                                                                         |
| Ignotus                               |          | 167/270    | (ILD-01, 00475)                                                                                                  |
| Ignotus                               | BE       | 171/300    | (ILJug-01, 00081) ein b(ene)f(iciarius) co(n)s(ularis)                                                           |

1. ↑  BE: Beneficiarius, FR: Frumentarius.

## Veteranen
| Name                        | [ Ve 1 ] | Datierung | Anmerkung                                                                     |
| --------------------------- | -------- | --------- | ----------------------------------------------------------------------------- |
| P. Ael[ius] Abi[]           |          | 107/167   | (CIL 3, 7499) Matei-Popescu S. 69                                             |
| L. Allius                   |          | 61/75     | (CIL 9, 6155) Matei-Popescu S. 38, 44                                         |
| C. Annius Milo              |          | 51/70     | (CIL 3, 14415) Matei-Popescu S. 38, 44                                        |
| C. Antistius Vale[ns]       |          | 107/167   | (CIL 3, 6184) Matei-Popescu S. 69                                             |
| M. [Ant]tonius(?) Valens    |          | 151/200   | (Conrad 00358) Matei-Popescu S. 70                                            |
| L. Apuleius Valens          |          | 1/100     | (AE 1961, 125) Matei-Popescu S. 41, 44                                        |
| Aur(elius) Atellanus        |          | 171/270   | (IDR-02, 00067)                                                               |
| Aur(elius) Kal[listhe]nes   |          |           | (CIL 3, 262)                                                                  |
| Aurel(ius) Mi[]             |          | 151/300   | (CIL 3, 13907)                                                                |
| [A]urel(ius) Mucatra        |          |           | (AE 2013, 1301)                                                               |
| M. Aurel(ius) Valerius      | SI       | 101/300   | (CIL 5, 1881)                                                                 |
| Braetius Favor(inus?)       |          | 101/200   | (CIL 3, 7524) Matei-Popescu S. 70                                             |
| T. Clau(dius) Priscus       |          | 101/130   | (CIL 3, 7500) ein c(ustos) a(rmorum); Matei-Popescu S. 70                     |
| L. Cominius Val(ens)        |          | 139/161   | (CIL 3, 6162) Matei-Popescu S. 70                                             |
| C. Domit[ius] Ale[x]an[der] | SI       | 198/270   | (AE 2005, 1303)                                                               |
| L. [D]omitius [V]alens      |          | 171/200   | (ILJug-03, 02089) Matei-Popescu S. 70                                         |
| C. E[g]natius Valens        |          | 101/200   | (CIL 3, 6188) Matei-Popescu S. 74                                             |
| L. Firm(i)us Valentinus     |          | 101/150   | (Conrad 00438) Matei-Popescu S. 46, 71                                        |
| T. Fl(avius) Alexander      |          | 138/161   | (IScM-05, 00155) Matei-Popescu S. 71                                          |
| T. Fl(avius) Valens         |          | 151/200   | (CIL 3, 7501) Matei-Popescu S. 71                                             |
| [C.] (H)erennius Maxim[us]  |          | 1/130     | (AE 1963, 3) Matei-Popescu S. 70                                              |
| I[ul(ius)] Bassus           |          | 171/230   | (CIL 3, 14216,05)                                                             |
| C. Iulius Celer             |          | 101/130   | (CIL 3, 7428) Matei-Popescu S. 71                                             |
| C. Iul(ius) Frontonianus    | BE       | 180/211   | (CIL 3, 987, IDR-03-05-01, 00036) ein b(ene)f(iciarius) co(n)s(ularis)        |
| C. Iulius Longinus          |          | 1/100     | (Conrad 00433) Matei-Popescu S. 41, 44                                        |
| L. Iuli[us] Maxim[us]       | SI       |           | (AE 1914, 135) Matei-Popescu S. 67                                            |
| C. Iul(ius) Melcidianus     | BE       | 171/250   | (CIL 3, 14216,06) ein b(ene)f(iciarius) co(n)s(ularis); Matei-Popescu S. 71   |
| C. Iulius Saturninus        | OP       | 131/200   | (CIL 3, 6190) Matei-Popescu S. 67                                             |
| C. Iulius Vale(n)s          |          | 101/170   | (CIL 3, 12479) Matei-Popescu S. 71                                            |
| T. Iulius Valens            |          | 101/230   | (CIL 11, 3369) ein eq(ues); Matei-Popescu S. 71                               |
| L. Licin(ius) Cleme(n)[s]   |          | 138/160   | (AE 1960, 337) Matei-Popescu S. 71: Dat. 158/160                              |
| L. Memmius Aquila           |          | 101/150   | (Conrad 00307) Matei-Popescu S. 69, 72                                        |
| M. Octavius D[o]mitius      |          | 101/250   | (AE 1935, 70) Matei-Popescu S. 72                                             |
| M. Octavius Valens          |          | 101/200   | (AE 1910, 173) Matei-Popescu S. 41, 44                                        |
| Ti. Plautius Crispus        |          | 71/100    | (AE 1976, 614) Matei-Popescu S. 41, 44                                        |
| C. Roscius Capito           |          | 31/70     | (AE 1912, 188) Matei-Popescu S. 44                                            |
| []us Rufus                  |          | 151/250   | (CIL 3, 14454) Matei-Popescu S. 73                                            |
| P. Scribonius Varus         |          | 131/150   | (Conrad 00436) Matei-Popescu S. 46, 68                                        |
| Sentius Ponticus            |          | 131/170   | (CIL 3, 7502) Matei-Popescu S. 68, 72                                         |
| Ulp(ius) Latinus            |          | 117/166   | (IScM-01, 00276) Matei-Popescu S. 67                                          |
| Ulp(ius) Masculinus         | SI       | 204       | (CIL 3, 854)                                                                  |
| M. [Va]l(erius) Alexander   |          | 180/230   | (IDR-02, 00038) ein strat(or) co(n)s(ularis)                                  |
| P. Val(erius) Cleme(n)s     |          | 139/161   | (CIL 3, 6162) Matei-Popescu S. 72                                             |
| [V]al(erius) Firmus         |          | 101/200   | (IScM-05, 00196) ein [c(ustos)] a(rmorum); Matei-Popescu S. 72                |
| C. Val(erius) Longi(nius)   |          |           | (ILBulg 00128) Matei-Popescu S. 72                                            |
| C. Val(erius) Longinus      | BE       | 131/200   | (AE 1991, 1386) ein b(eneficiarius) [c]o(n)s(ularis); Matei-Popescu S. 72     |
| Q. Val(erius) Mac[rinus]    |          | 171/250   | (CIL 3, 6264)                                                                 |
| [T. Val(erius)] Marci[anus] | BE       | 171/200   | (CIL 3, 7505) ein [b(ene)f(iciarius) c]o(n)s(ularis); Matei-Popescu S. 52, 73 |
| C. Val(erius) Pud(ens)      |          | 117/138   | (CIL 3, 6166) Matei-Popescu S. 72                                             |
| C. Valer(ius) Septimius     |          | 161/270   | (CIL 3, 7694)                                                                 |
| C. Val(erius) Victorinus    | BE       | 171/250   | (CIL 3, 1584) ein b(ene)f(iciarius) trib(uni); Matei-Popescu S. 73            |
| L. Varronius Felix          |          | 71/130    | (Conrad 00465) Matei-Popescu S. 44, 46                                        |
| C. Vibius Fronto            |          | 31/70     | (CIL 3, 12348) Matei-Popescu S. 38, 44                                        |
| C. Vibius Sabinus           |          | 101/200   | (CIL 3, 5130) Matei-Popescu S. 73                                             |
| [Ti.] Vitales               |          | 107/200   | (CIL 3, 7506) Matei-Popescu S. 70                                             |
| Ignotus                     | SI       |           | (AE 2010, 1436)                                                               |
| Ignotus                     |          | 151/300   | (AE 1982, 847) ein eq(ues); Matei-Popescu S. 73                               |
| Ignotus                     |          | 131/200   | (CIL 3, 7507) Matei-Popescu S. 73                                             |
| Ignotus                     |          | 171/200   | (CIL 3, 7560) Matei-Popescu S. 73–74                                          |
| Ignotus                     |          | 171/230   | (CIL 3, 14443) Matei-Popescu S. 73                                            |

1. ↑  BE: Beneficiarius, OP: Optio, SI: Signifer.

## Sonstige
| Name              |  | Datierung | Anmerkung                                                                 |
| ----------------- |  | --------- | ------------------------------------------------------------------------- |
| L. Freius Faustus |  | 71/130    | (Conrad 00450) ein lixa; Matei-Popescu S. 42                              |
| Ignotus           |  |           | (AE 1939, 132) ein [πρ]αγματευόμενος; Matei-Popescu S. 51: ein pragmateus |

## Weitere Angehörige
In den folgenden Inschriften sind weitere Angehörige der Legion aufgeführt:
- (CIL 3, 6178) Dat. 134: ca. 300 Soldaten, die in diesem Jahr aus dem Militärdienst entlassen wurden. (Matei-Popescu S. 63–65)
- (ILFPotaissa 00010, ILFPotaissa 00011) Dat. 214/217 bzw. 211/217: ein Primus pilus und mehrere Centuriones
- (CIL 3, 7544) Dat. 198/199: neben den beiden Centuriones und den beiden Cornicularii weitere Soldaten, deren Namen nicht erhalten sind